# Мамонтов, Ефим Мефодьевич
Ефи́м Мефо́дьевич Ма́монтов (9 [21] марта 1889, с. Пески, Воронежская губерния — 25 февраля 1922, д. Власиха, Алтайская губерния) — руководитель красных партизан Западной Сибири, военачальник.
Среди его соратников — Григорий Рогов, Фёдор Колядо, Михаил Козырь, Гребнев.

## Биография
Из крестьян, в 1893 году переселившихся на Алтай. Житель села Вострово (Кабанье) Покровской волости Славгородского уезда Томской губернии (ныне в составе Волчихинского района Алтайского края). Имел начальное образование.
В 1910 призван в Русскую императорскую армию. Служил телеграфистом в Никольско-Уссурийском сапёрном батальоне, в составе которого во время Первой мировой войны направлен на фронт. В июле и ноябре 1917 награждён за храбрость, проявленную в боях 1 ноября 1916 — 7 января 1917 и в июле 1917, — Георгиевскими крестами 4 и 3-й степени.
В конце зимы 1917 — начале весны 1918 вернулся с фронта в Вострово, сблизился с местными большевиками, был избран членом местного сельсовета. В начале сентября 1918 возглавил созданный из жителей Вострово отряд для поддержки крестьян с. Чёрный Дол, восставших против Временного Сибирского правительства. После подавления Чернодольского восстания несколько месяцев скрывался от властей. С весны 1919 командовал небольшим конным партизанским отрядом на юге Славгородского уезда, нападавшим на торговцев, зажиточных крестьян, милицию и лесную стражу. В конце августа — начале сентября 1919 возглавил объединение нескольких партизанских отрядов. 7 октября 1919 г. на совещании командного состава партизанских отрядов всего Степного Алтая, принявшем решение о создании Западно-Сибирской крестьянской красной армии, был избран её главнокомандующим.
6-7 декабря 1919 войска Мамонтова пытались взять Барнаул, но были отбиты артиллерийским огнём белых. Однако, почти полностью окружённые красными партизанами в ночь на 10 декабря 1919, белые оставили Барнаул и отошли на восток.
После восстановления в Западной Сибири советской власти приказом Реввоенсовета 5-й армии от 26 декабря 1919 назначен помощником инспектора пехоты этой армии, 26 января 1920 — также временно исполняющим должность начальника отдела снабжения запасных частей 5-й армии. 4 мая 1920 года введён Сибревкомом в качестве члена в состав чрезвычайного революционного трибунала Сибири при Сибревкоме, в конце мая 1920 судившего бывших колчаковских министров.
С 1 июня по 8 сентября 1920 служил командиром Первой отдельной красной добровольческой Западно-Сибирской стрелковой бригады, в составе которой принимал участие в боях против врангелевцев. После возвращения с фронта в ноябре 1920 назначен командиром бригады формировавшейся 27-й стрелковой дивизии войск внутренней службы. 25 декабря 1920 во время пребывания в Барнауле арестован органами ВЧК по подозрению в связи с Сибирским крестьянским союзом, но через несколько дней освобождён.

## Обстоятельства гибели
25 февраля или 27 февраля 1922 года был убит в деревне Власиха под Барнаулом.
По предположениям, был убит завистниками, людьми, которым он был неугоден. По другой версии, его убийство было организовано ОГПУ в процессе уничтожения авторитетных партизанских командиров.

2 июня 1922 года Славгородское уездное политбюро завело дело на группу граждан из пяти человек… по обвинению в «подготовке заговора с целью свержения Советской власти»…. Мамонтов в этом деле фигурирует как один из главных организаторов грядущего восстания, уже подготовившего вооружённый отряд для начала боевых действий. Надо отметить, что, по данным источников, «организация» эта была создана ОГПУ, а арестованные Дроздов и Лещев являлись её же агентами. Мамонтов оказался опутан целой сетью таких агентов, пытавшихся склонить его к выступлению… Так или иначе, но Мамонтов в организацию вступать не желал. Тогда его просто убили в селе Власиха…— С. Балмасов
5 марта 1922 года похоронен в Барнауле.

## Память

Памятник-бюст Е. М. Мамонтову на пр. Ленина в Барнауле

Его именем названы улицы в Томске, в Барнауле и в Бийске, населённые пункты и район в Алтайском крае, установлен бюст в Барнауле, поставлен памятник в центре села Мамонтово.
Е. М. Мамонтов является прототипом вождя партизанского движения на Алтае Ефрема Мещерякова — главного героя романа алтайского писателя Сергея Залыгина «Соленая падь», удостоенного в 1968 г. Государственной премии СССР.